# Rostislav Mijaílovich

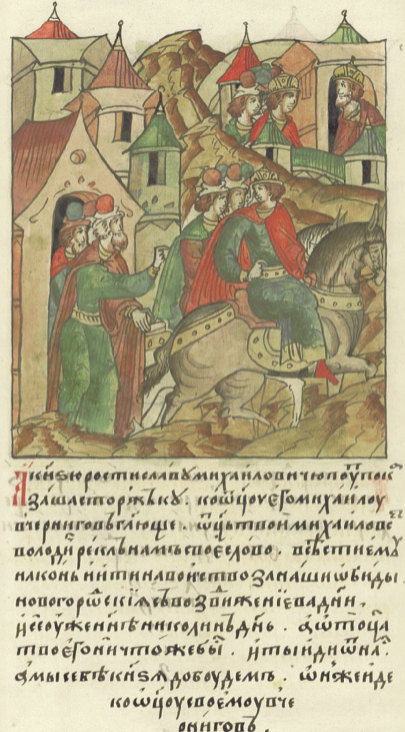
Rostislav, con su padre, Miguel de Chernígov

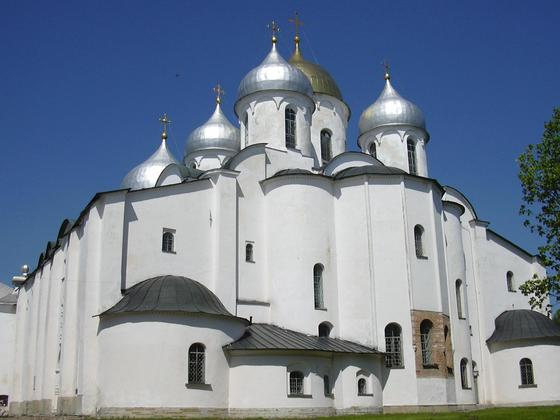
Catedral de Santa Sofía de Nóvgorod (vista del sudeste).

Rus de Kiev en 1237.

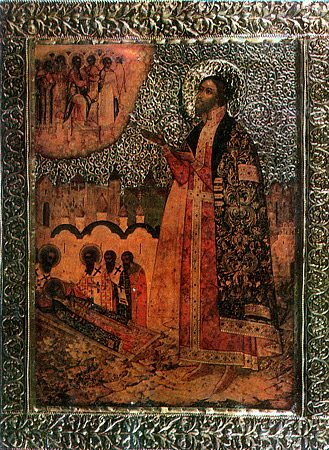
San Mijaíl de Chernígov (padre de Rostislav).

Rostislav Mijáilovich (en húngaro: Rosztyiszláv, en búlgaro, ruso y ucraniano: Ростисла́в Миха́йлович) (luego de 1210 / c. 1225 -1262) fue un príncipe de la Rus de Kiev (miembro de la dinastía Rúrika), y dignatario del Reino de Hungría.
Fue príncipe de Nóvgorod (1230), de Hálych (1236-1237, 1241-1242), de Lutsk (1240), y de Chernígov (1241-1242). Cuando no pudo consolidar su poder en Hálych, fue a la corte del Rey Bela IV de Hungría y se casó con su hija, Ana.
Fue ban de Eslavonia (1247-1248), y luego se convirtió en el primer duque de Moesia (entre 1248 y 1262), gobernando así las regiones meridionales del reino. En 1257, ocupó Vidin y desde entonces se nombró a sí mismo zar de Bulgaria.

## Primeros años
Rostislav era el hijo mayor del Príncipe Mijaíl Vsévolodovich (quien pudo haber sido príncipe de Pereyáslavl o de Chernígov cuando nació Rostislav) y de su esposa Elena Románovna (o María Románovna), hija de Román Mstislávich, príncipe de Volynia y Hálych. Los anales de la Rus de Kiev lo mencionan por primera vez en 1229 cuando los novgorodienses invitaron a su padre a ser su príncipe.

## Príncipe de Nóvgorod
Rostislav se sometió al ritual de corte de cabello (póstrig) en la Catedral de Santa Sofía de Nóvgorod el 19 de mayo de 1230, y su padre lo instauró en el trono. El póstrig le concedió a Rostislav el estatus oficial de príncipe de Nóvgorod y así gobernó en Nóvgorod como príncipe en toda regla luego de la ceremonia. Rostislav, siguiendo con la política de su padre, continuó creando legislaciones a favor de Nóvgorod.
En septiembre, una helada arruinó las cosechas del distrito de Nóvgorod causando una gran hambruna. Los novgodorianos opositores al gobierno de Mijaíl aprovecharon la calamidad para el malestar, e incitaron a los ciudadanos a saquear la corte del posádnik Vodóvik, hombre de Mijaíl. Aunque el posádnik obligó a los boyardos rivales a hacer juramentos de lealtad el 6 de noviembre, un mes después, cuando Mijaíl y Rostislav visitaron Torzhok, los novgorodienses saquearon la corte de Vodóvik y de sus seguidores. Poco luego de esto Rostislav fue obligado a huir junto a su padre.
Los novgodorianos se consideraban libres de invitar a otro príncipe, y convocaron al Príncipe Yaroslav Vsévolodovich de Vladímir, quien llegó el 30 de diciembre.

## Príncipe de Hálych
Hacia finales de septiembre de 1235, Mijaíl Vsévolodovich ocupó Hálych, cuyo príncipe (su cuñado y tío materno de Rostislav), Danilo Románovich, había escapado del principado. En la primavera de 1236, Rostislav acompañó a su padre a atacar el principado de Volynia, que seguía bajo el dominio de Danilo Románovich. Sin embargo, en el entretanto los cumanos saqueaban las tierras de Galitzia, obligando a Mijaíl Vsévolodovich a abandonar su campaña.
A comienzos del verano de 1236, Danilo Románovich y su hermano Vasilko Románovich (en) reunieron sus tropas para marchar contra Mijaíl Vsévolodovich y Rostislav, pero estos se atrincheraron en Hálych con su corte, la milicia local, y un contingente de húngaros enviados por el Rey Bela IV, y así sus oponentes tuvieron que retirarse.
Luego de que las tropas húngaras se hubiesen ido, Danilo Románovich atacó de nuevo, y Mijaíl Vsévolodovich intentó aplacarlo dándole Przemyśl. Poco después, Rostislav fue designado para gobernar Hálych por su padre que estaba a punto de partir a Kiev, que había sido ocupada por Yaroslav Vsévolodovich. Luego de que Mijaíl hubiese recuperado Kiev, él y Rostislav atacaron Przemyśl y se la quitaron de nuevo a Danilo Románovich.
Rostislav había conservado la lealtad de los boyardos galitzianos pero nunca fue un comandante militar poderoso como su padre. Cerca de 1237, cabalgó contra los lituanos que habían tomado las tierras del Duque Conrado I de Mazovia, aliado suyo contra Danilo Románovich. Llevó consigo a todos los boyardos y jinetes, dejando detrás solo una fuerza esquelética para defender Hálych. El pueblo de Hálych, por lo tanto, convocó a Danilo Románovich y lo instaló como su príncipe. Al escuchar estas noticias, Rostislav huyó hacia el rey Bela IV.

## La invasión mongola de la Rus de Kiev
En el invierno de 1237, durante la invasión mongola de la Rus de Kiev lideradas por Batú Kan devastaron Riazán; por 1240, casi todas las tierras de Chernígov, Pereyáslavl, Riazán, y Súzdal estaban en ruinas. Durante la primera parte de 1240, Mijaíl Vsévolodovich desafió a Batú asesinando a sus enviados, que intentaban persuadirlo para que se sometiera. Los únicos aliados que le podían brindar ayuda eran los húngaros y los polacos, y por lo tanto huyó a Hungría. Allí intentó arreglar un matrimonio entre Rostislav y la hija del rey, pero Bela IV no vio ningún beneficio en dicha alianza y expulsó a ambos príncipes de su reino.
Rostislav y su padre fueron a Mazovia, donde su padre decidió que el siguiente curso de acción sería buscar la reconciliación con Danilo Románovich, quien controlaba sus dominios en ese momento, y retenía a la esposa de Mijaíl (su propia hermana) como prisionera. Mijaíl Vsévolodovich envió emisarios a su cuñado admitiendo que había pecado muchas veces contra él ejerciendo la guerra e incumpliendo sus promesas. Se comprometió a no enfrentarse nunca más a Danilo y abjuró no volver a intentar tomar Hálych. Danilo Románovich lo invitó a Volynia, le devolvió su esposa, le dio el control de Kiev y le concedió Lutsk a Rostislav, evidentemente, en compensación por tomar Hálych.
Mientras tanto, los mongoles saqueaban Kiev, que cayó el 6 de diciembre de 1240. Al enterarse del destino de Kiev, Mijaíl Vsévolodovich y su familia abandonaron Volynia y por segunda vez acudieron a la gracia de Conrado de Mazovia. En la primavera de 1241, Mijaíl Vsévolodovich se fue a Kiev y le dio Chernígov a Rostislav.
La codicia de los boyardos le dio a Rostislav el pretexto para revivir sus deseos por Hálych, donde los magnates locales reconocieron a Danilo Románovich (su tío) como príncipe, pero manteniendo el poder para ellos mismos. En 1241, Rostislav reunió a los príncipes de Bólojov, y sitió Bákota, un importante proveedor de sal. Cuando falló en tomar la ciudad, se retiró a Chernígov, pero luego redirigió sus ataques a las ciudades más importantes de Hálych y Przemyśl. Tuvo un fuerte apoyo de los boyardos locales, quienes convencieron a los pobladores de Hálych de capitular sin luchar. Luego de ocupar Hálych, Rostislav hizo al príncipe Konstantín Vladímirovich Ryazanski gobernante de Przemyśl. Los obispos de las dos únicas eparquías en Hálych también apoyaban a Rostislav.
Sin embargo, sus tíos (Danilo y Vasilko Románovich) respondieron marchando hacia Hálych; incapaz de resistir sus ataques, Rostislav huyó con sus seguidores buscando refugio en Schékotov. Sus tíos lo persiguieron, pero al enterarse de que los mongoles habían dejado Hungría y volvían por Hálych, abandonaron la persecución. Cuando los mongoles pasaron por Hálych, vencieron a las fuerzas de Rostislav en un lugar que los cronistas identifican como un pequeño bosque de pinos; así, Rostislav huyó hacia los húngaros de nuevo.

## Batalla por Hálych
Bela IV, que había vuelto a su hogar desde Dalmacia luego de mayo de 1242, aprobó la unión de Rostislav con su hija, Ana. El rey buscaba organizar un nuevo sistema de defensa creando estados periféricos en el sur y el este de Hungría, y en su búsqueda de un vasallo que pudiese designar en Hálych, eligió a Rostislav.
Al enterarse de que Bela IV había dado a su hija en matrimonio a Rostislav, su padre Mijaíl creyó que sus esfuerzos de formar una alianza con la dinastía de Árpad finalmente se habían realizado. Por lo tanto, Mijaíl Vsévolodovich cabalgó a Hungría esperando negociar los acuerdos que normalmente acompañan tales alianzas. Sin embargo, Bela IV lo rechazó, y este, enfurecido con su hijo, regresó a Chernígov y repudió a Rostislav.
Actuando como agente de su suegro, Rostislav realizó dos ataques fallecidos de Hálych. En algún momento de 1244, lideró una fuerza húngara contra Przemyśl; Danilo Románovich, sin embargo, organizó sus tropas y derrotó a los atacantes provocando la huida de Rostislav a Hungría. Al año siguiente, Rostislav reclutó a muchos húngaros y polacos y lanzó un ataque contra Jarosław, al norte de Przemyśl; el 17 de agosto de 1245 su tío, con ayuda de los cumanos, aniquiló al enemigo, y Rostislav tuvo que huir de nuevo a Hungría.

En esta batalla, donde el caballo de nuestro más querido yerno, el príncipe / Rostislav /, que ya se han mencionado varias veces, fue asesinado, Master Lorinc, siguiendo constantemente la pasión de la fidelidad de costumbre y pensando más en la vida del príncipe mencionado que en su propia vida, le dio al caballo que montaba el príncipe, y se arrojó a las líneas gruesas del enemigo exponiéndose a corrientes de peligros, que se ha demostrado a nosotros por la narración del príncipe y los informes de nuestros muchos seguidores y otros hombres de confianza.
Carta del Rey Bela del 13 de abril de 1264 a Lőrinc, Juez de la Corte Real y Conde de Moson

Luego de su derrota, Rostislav nunca volvió a Hálych.

## Ban de Eslavonia y duque de Moesia
Rostislav recibió tierras de agradecimiento en Hungría por parte de su suegro, y así se convirtió en el señor de posesiones reales en el condado de Bereg y el Castillo de Füzér. Es mencionado entre los dignatarios de Bela IV como ban de Eslavonia en 1247, y desde 1254 en adelante es mencionado como duque de Moesia (en latín, dux de Macho). El banato de Moesia originalmente se centraba en el río Kolubara, pero luego también incluía Belgrado (en húngaro, Nándorfehérvár) y para 1256, si no antes, Branichevo (en húngaro, Barancs).
En 1255, se selló la paz entre el reino de Hungría y el Imperio Búlgaro, y el zar Miguel de Bulgaria se casó con una hija de Rostislav. En 1256, Rostislav medió un acuerdo de paz entre su yerno y el emperador Teodoro II de Nicea.

## Lucha por Bulgaria
A finales de 1256 (probablemente en diciembre), un grupo de boyardos, quienes habían decidido asesinar al zar Miguel y remplazarlo con su primer primo, Kaliman Asen II, atacaron al primero, quien murió poco después por sus heridas. Para seguir con sus aspiraciones, Kaliman II se casó a la fuerza con la viuda de Miguel, hija de Rostislav, pero no pudo consolidar su poder y fue asesinado casi inmediatamente. Para proteger a su hija, Rostislav, a principios de 1257, invadió Bulgaria; al parecer estaba buscando una excusa para acceder al trono de Bulgaria. Rostislav apareció a las puertas de Tarnovo y recuperó a su hija; aunque algunas veces se dice que obtuvo brevemente Tarnovo, parece ser que nunca consiguió la posesión de la ciudad.
Al fallar en tomar Tarnovo, Rostislav se retiró a Vidin donde se estableció, tomando el título de zar de Bulgaria, y los húngaros le reconocieron con su título. Mientras tanto, en el sur de Bulgaria, Mitso (pariente de Iván Asen II) fue proclamado zar, pero los boyardos de Tarnovo eligieron a uno de los suyos, Constantino Tij, como zar.
Poco después, Rostislav dirigió una gran parte de sus tropas a Bohemia para asistir a su suegro contra el rey Otakar II de Bohemia. Así, la provincia de Vidin se diezmó, situación ideal para el zar Constantino Tij quien atacó las fuerzas simbólicas de Vidin y recuperó no solo la ciudad sino toda la provincia hasta los límites de la provincia de Braničevo.
Tan pronto como los húngaros consiguieron la paz con los bohemios en marzo de 1261, atacarón Bulgaria liderados por Esteban V de Hungría (correy y cuñado de Rostislav). Primero invadieron la provincia de Vidin y obligaron al zar Constantino Tij a retirar sus tropas de allí. Como resultado de la actuación de Hungría, Rostislav fue restituido a la posición que tenía antes del ataque de Constantino Tij en 1260. Si algún territorio búlgaro al este de Vidin (e.g., Lom) fue tomado por los húngaros o por Rostislav, no es sabido.
Luego de su muerte, las tierras de Rostislav fueron divididas entre sus dos hijos: su parte de Bosnia fue para su hijo mayor Miguel, mientras que Moesia fue para su hijo menor, Bela; la inmediata suerte de Vidin es desconocida.

## Casamiento e hijos
#1243: Ana de Hungría (c. 1226 - luego de 1274), hija del Rey Bela IV de Hungría y su esposa, María Laskarina.
- Duque Miguel de Bosnia (? - 1271).[1]
- Duque Bela de Moesia (? - noviembre, 1272).[1]
- Hija sin nombre (quizás Ana),[3] esposa primero del Zar Miguel Asen I, luego del Zar Kaliman Asen II.[6]
- Cunegunda (1245-9 de septiembre de 1285), esposa primero del Rey Otakar II de Bohemia, y luego del nombre Záviš de Falkenštejn (Rosenberg).[3]
- Agripina (? - 26 de mayo de 1303/1309), esposa del Príncipe Leszek II de Cracovia.[3]